# The Rythe
The Rythe ist ein Wasserlauf in Surrey, England. Er entsteht im Prince’s Coverts östlich von Oxshott aus verschiedenen unbenannten Zuflüssen. Er fließt in nördlicher Richtung durch Oxshott und Esher und weiter nach Thames Ditton, wo er in die Themse mündet.